# Itura viridis
Itura viridis is een raderdiertjessoort uit de familie Ituridae. De wetenschappelijke naam van deze soort is voor het eerst geldig gepubliceerd in 1898 door Stenroos.